# Histoire du véhicule électrique

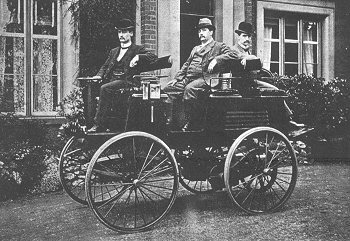
Voiture électrique, construite par Thomas Parker, photo de 1895

Les véhicules électriques apparaissent pour la première fois au milieu du XIXe siècle. Un véhicule électrique tient le record de vitesse terrestre jusqu'à environ 1900. Le coût élevé, la vitesse limitée et la faible portée des véhicules électriques à batterie, par rapport aux véhicules à moteur à combustion interne ultérieurs, ont entraîné une baisse mondiale de leur utilisation, bien que les véhicules électriques aient continué d'être utilisés sous la forme de trains électriques et d'utilisations de niche.
Au début du XXIe siècle, l'intérêt pour les véhicules électriques et autres véhicules à carburant alternatif augmente en raison de l'inquiétude croissante concernant les problèmes liés aux véhicules à hydrocarbures, y compris les dommages causés à l'environnement par leurs émissions et la durabilité de l'hydrocarbure actuel, l'infrastructure de transport basée ainsi que l'amélioration de la technologie des véhicules électriques. Depuis 2010, les ventes combinées de voitures tout-électriques et de fourgonnettes ont atteint 1 million d'unités dans le monde en septembre 2016.

## XIXesiècle

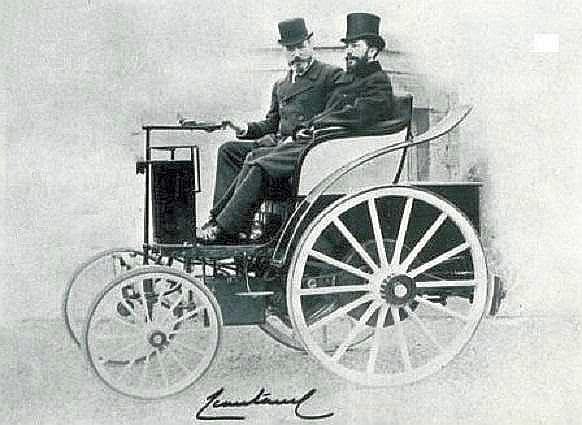
Charles Jeantaud « à la manœuvre » sur Tilbury (1881).

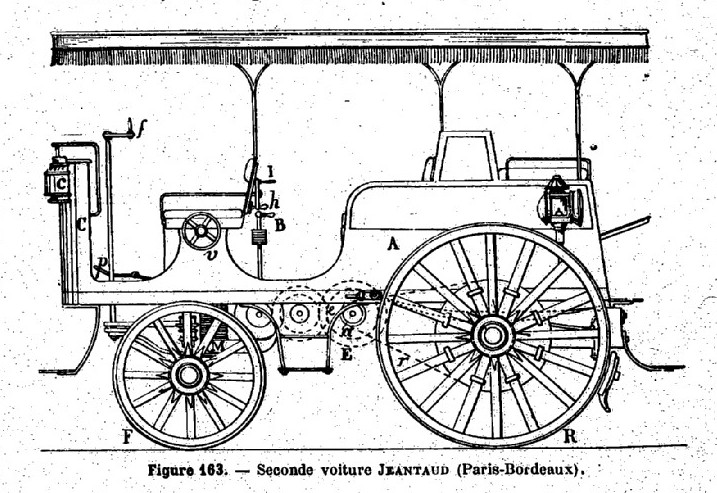
La voiture de Jeantaud qui participa à la course Paris-Bordeaux en 1895.

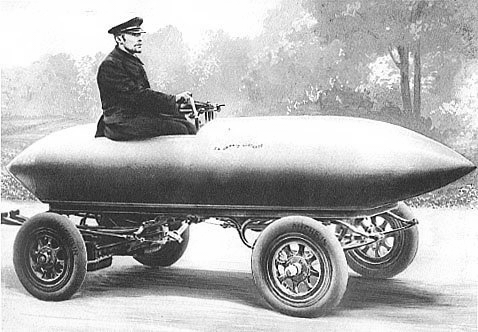
La Jamais contente, vers 1899.

En 1834, le premier véhicule électrique, un train miniature, est construit par Thomas Davenport. Certains historiens citent également le véhicule électrique fabriqué par l'écossais Robert Anderson en 1830.
En 1835, à Groningue, aux Pays-Bas, Sibrandus Stratingh met au point une voiture électrique expérimentale à échelle réduite.
D'autres prototypes de voitures électriques ont probablement été construits avant, mais il faut attendre l'amélioration du fonctionnement des batteries par Gaston Planté, en 1859, puis Camille Faure, en 1881, pour que les voitures électriques prennent réellement leur essor.
À la fin du XIXe siècle, trois modes de propulsion se partagent le marché naissant de la voiture automobile : le moteur à allumage commandé dit « moteur à essence », le moteur électrique et le moteur à vapeur. La voiture électrique connaît un succès certain dans la dernière décennie du XIXe siècle, tant en Europe – et notamment en France – qu'aux États-Unis. Il s'agit principalement de flottes de taxis pour le service urbain, en lieu et place des fiacres et autres voitures de louage à cheval. Ces voitures étaient munies de batteries au plomb pesant plusieurs centaines de kilogrammes qui étaient rechargées la nuit dans des stations spécialisées.
En novembre 1881, Gustave Trouvé, en coopération avec le chimiste Camille Alphonse, l’ingénieur Nicolas Raffard et le constructeur automobile Charles Jeantaud, présente La Tilbury, une automobile électrique à l'Exposition internationale d'Électricité de Paris,,, dont les accumulateurs de taille importante sont placés sous le siège.
Pour la course Paris-Bordeaux-Paris de 1895, sous le numéro 25, une voiture électrique est sur la ligne de départ, conduite par Charles Jeantaud, carrossier, spécialiste de ce type de motorisation. Pour cette course, il crée un break à six places aux roues en bois d'hickory. Cette voiture de sept chevaux embarque 38 accumulateurs Fulmen de 15 kg chacun, pour un total en charge de 2 200 kg, à savoir 900 kg pour l'essieu avant et 1 300 kg pour l'essieu arrière. L’autonomie est d’une cinquantaine de kilomètres, à la moyenne de 24 à 30 km/h, ce qui l'oblige à disposer des batteries chargées tout au long du parcours. Mais il doit abandonner à Orléans sur le retour. De 1897 à 1906, son principal concurrent français est l'ingénieur Louis Kriéger, qui faisait d'ailleurs partie de l'équipage de la voiture électrique Jeantaud sur Paris-Bordeaux-Paris. Dans sa troisième voiture, Jeantaud abandonne la propulsion pour la traction.
Le 18 décembre 1898 Charles Jeantaud et sa Duc, piloté par le comte Gaston de Chasselout-Laubat, établit le record de vitesse d'une voiture électrique à 63 km/h.
Aux États-Unis, Andrew L. Riker conçoit des moteurs électriques dès l’adolescence et remporte des compétitions autour de New York, sur ses modèles Riker Electric (en). En 1896, le magazine Scientific American souligne la « vraie surprise » que représente l'arrivée en tête de deux voitures électriques, dont la Riker, lors d’une course automobile à Narragansett, « car ces derniers temps il était largement admis que les moteurs utilisant des dérivés du pétrole étaient plutôt mieux adaptés aux véhicules sans chevaux ». Pilotée par l'ingénieur belge Camille Jenatzy, La Jamais contente dépasse pour la première fois les 100 km/h, en atteignant 105,88 km/h le 29 avril 1899,. Le record de La Jamais contente est battu en 1902 par une automobile à vapeur, conduite par Léon Serpollet, avec une vitesse de 120,77 km/h.

## XXesiècle

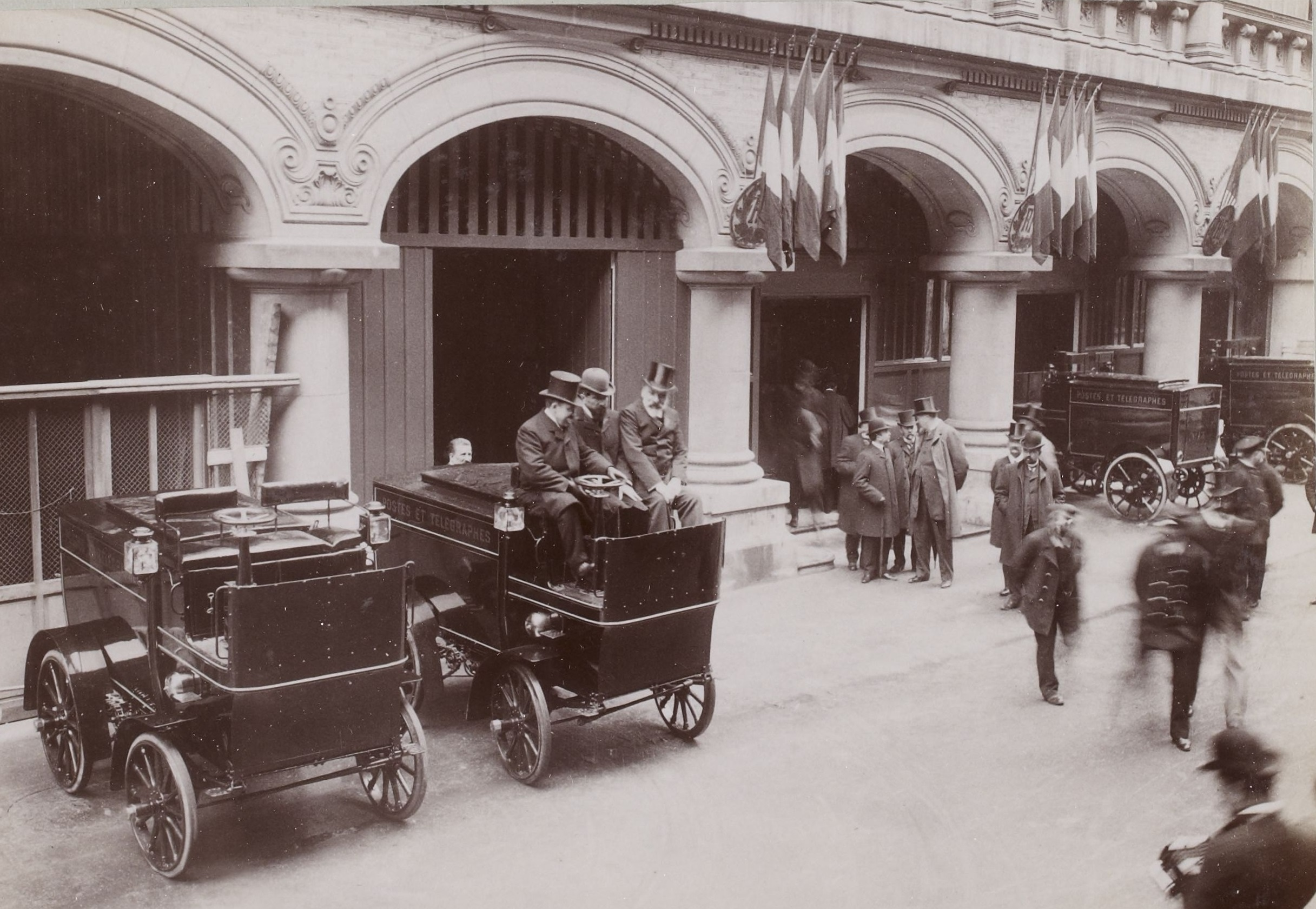
Deux voitures électriques des Postes parisiennes, 1904.

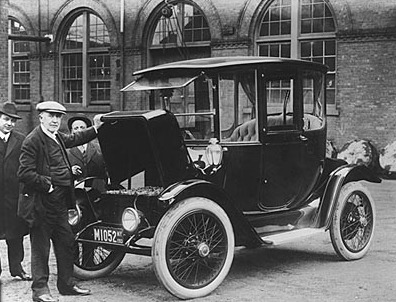
Thomas Edison inspectant une voiture électrique en 1913.

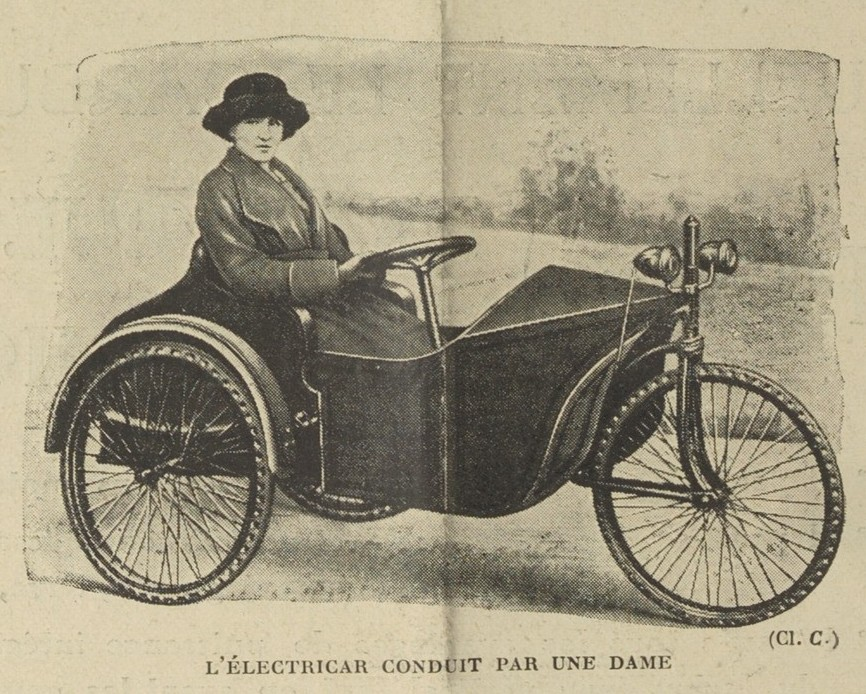
L'électricar (1920).

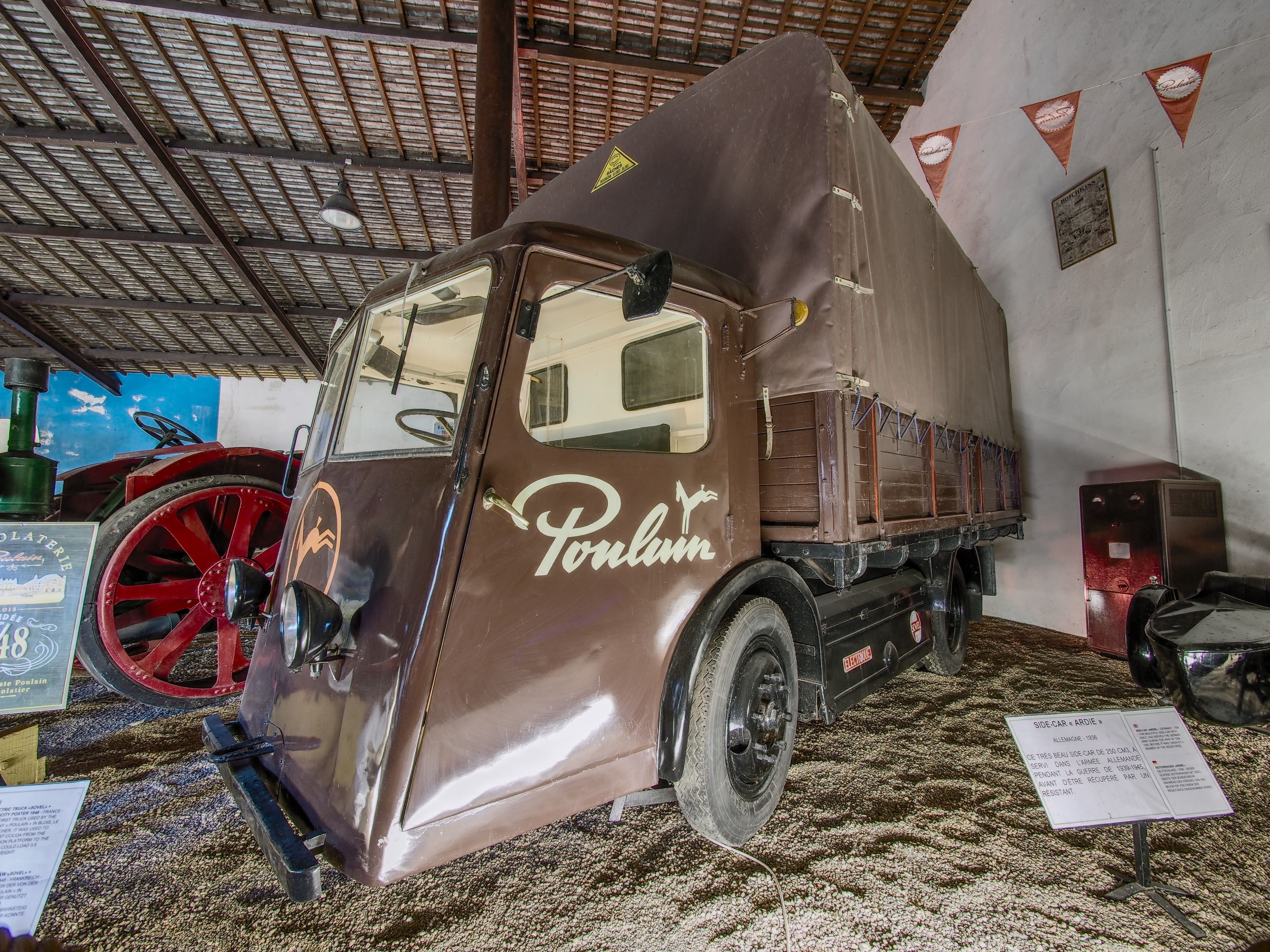
Camion électrique SOVEL en 1938 (France).

En 1900, sur 4 192 véhicules fabriqués aux États-Unis, 1 575 sont électriques, 936 à essence et 1 681 à vapeur, et entre 1900 et 1910, les véhicules électriques y occuperont le tiers du marché automobile. Patrick Fridenson relève que « les États-Unis ont manifesté très tôt de l'intérêt pour les voitures mécaniques. Mais ils ont perdu du temps par rapport à l'Europe, en donnant la priorité jusqu'en 1901 aux voitures à vapeur et à électricité. Ces deux types de voitures ont là-bas une qualité supérieure à celle obtenue en Europe. Les voitures électriques se recommandent aussi par leur simplicité de maniement. La médiocrité des routes dans les campagnes concentre la circulation des voitures nouvelles dans les villes, ce qui convient mieux aux voitures électriques ou à vapeur. » Les États-Unis détrônent la France comme premier producteur mondial d'automobiles en 1904-1905.
En France, l'administration des postes utilise un modèle électrique, la Mildé, du nom de l'ingénieur Charles Mildé. Elle pèse une tonne et demie, affiche comme vitesse maximale 15 km/h et une autonomie de 50 km.
La construction de voitures électriques décline à l'orée des années 1910 au profit de la voiture à essence : l'apparition, en 1912, du démarreur électrique (le Delco) annonce la fin de la propulsion électrique.
En 1920, Couaillet crée l'électricar, qui est un petit tricycle individuel. « Silencieux et preste le véhicule électrique constituera-t-il l’engin de déplacement urbain ! ».
En 1942, une petite voiture électrique nommée l'« œuf électrique » circule à Paris. Elle est l’œuvre d’un ingénieur français de la SNCF, Paul Arzens (1903-1990). Des voitures hybrides électriques à double propulsion, thermique et électrique, sont par ailleurs construites en très petit nombre avant 1914, puis comme prototypes, telle la « Vélo Gonnet » d'Auguste Gonnet en 1952.
L'automobile à essence finit par supplanter la voiture électrique. Dans un article de 1955, John B. Rae propose une explication déterministe à l'échec de l'automobile électrique : celle-ci ne serait victime que de ses défauts intrinsèques en comparaison des avantages de la technologie des voitures à essence et il était inéluctable que ces dernières s'imposent. Rae explique que le développement de l'automobile électrique, au début du siècle, est « une excroissance parasite de l'industrie automobile, et que sa disparition ne fut regrettée que par ceux qui avaient eu la malencontreuse idée d'y investir leur argent. » Depuis 1955, la plupart des historiens ont accepté l'explication de Rae, à l'exception de Rudi Volti qui est le premier à remettre en question la thèse du déterminisme. Plusieurs sortes de raisons techniques et économiques étaient et sont encore avancées pour expliquer la supériorité intrinsèque de la voiture à essence. Cependant, au début des années 2000, un ouvrage de David A. Kirsch défend une perspective plus nuancée. Kirsch soutient, en effet, en s'appuyant sur des travaux de sociologie et d'économie de l'innovation (notamment ceux de Paul A. David (en)), que cette technologie aurait pu se développer dans des segments particuliers du marché automobile, notamment pour les flottes urbaines, si des facteurs contingents et sociaux ne s'y étaient pas opposés. D'autres auteurs expliquent que la voiture électrique a échoué à cause de problèmes culturels plutôt que techniques.
Au début du xxe siècle, la technologie de la voiture électrique aurait peut-être pu se constituer en industrie viable, au moins sur certains secteurs (pour le transport urbain), mais ce n'a pas été le cas. Quoi qu'il en soit, l'idée qu'elle reste une alternative ou un complément viable et prometteur aux véhicules à essence n'a jamais complètement disparu : les espoirs placés dans la technologie des voitures électriques sont anciens,. À la fin des années 1960, la voiture électrique connaît ainsi un regain d'intérêt, grâce notamment au développement de la pile à combustible, et est parfois présentée comme une technologie pouvant s'imposer à relativement brève échéance. Une version électrique de la Renault 5 est par exemple développée en 1972 en partenariat avec EDF, qui ne sera produite qu'à une centaine d'exemplaires jusqu'en juin 1974.

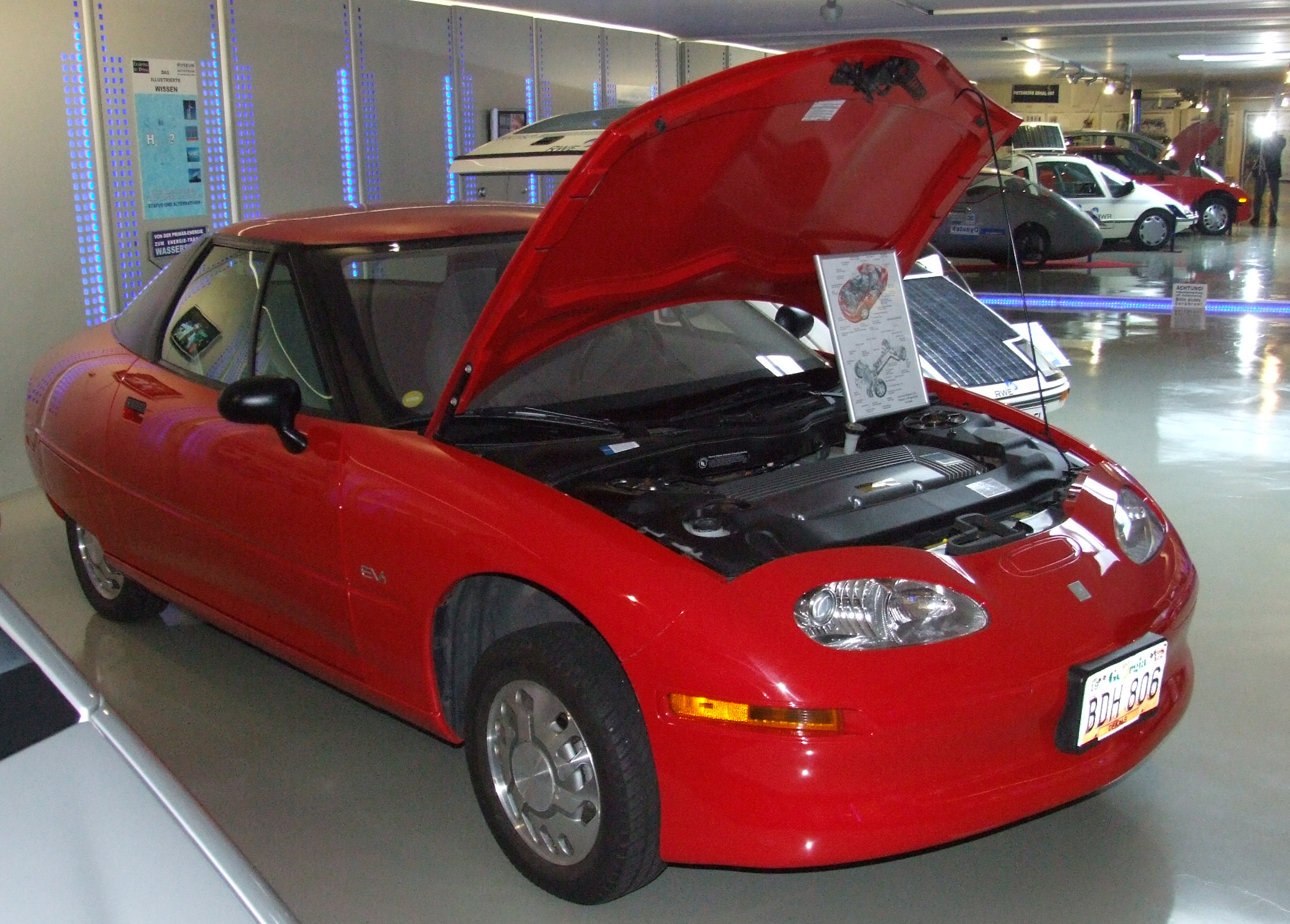
General Motors EV1 dans la Museum Autovision.

La première voiture électrique réellement « moderne » par sa technologie et produite en série est la EV1 de General Motors, développée spécialement pour répondre aux sévères lois anti-pollution californiennes (programme ZEV, pour « Zero Emission Vehicle »). Construite à 1 117 exemplaires entre 1996 et 1999, elle est proposée en leasing sans option d'achat et améliorée plusieurs fois (nouvelles batteries Nickel-Metal Hydride beaucoup plus performantes). En 2003, le programme est subitement arrêté, les voitures récupérées par GM et détruites, sauf quelques exemplaires conservés pour la recherche. Son Cx de 0,19 était tout à fait exceptionnel pour une auto de série,.

## XXIesiècle
Au début du XXIe siècle apparaissent de nouveau dans la presse des articles annonçant l'émergence prochaine de cette technologie, sous la pression de l'augmentation du prix du pétrole et des préoccupations environnementales grandissantes,, et grâce aux progrès techniques.

### 2001-2010
En 2006, le constructeur Venturi Automobiles sort Fétish, première voiture électrique de sport au monde dont la marque est spécialiste. D'autres modèles ont depuis poursuivi cette lignée comme les modèles Volage (huit moteurs électriques, deux par roue) et America (premier crossover électrique). Une partie des développements pour ces véhicules de série sont issus d'un programme de records de vitesse qui permet en 2011 d'établir deux références mondiales. La Fédération internationale de l'automobile homologue une moyenne de 495 km/h et une vitesse de pointe à 515 km/h. En 2013, Venturi Automobiles lance un nouveau programme pour tenter de battre ces records et développer de nouveaux composants pour ses voitures.
À partir de 2007, Roger Schroer obtient des records de vitesse terrestre à bord de véhicules électriques, à plus de 487 km/h sur Venturi Buckeye Bullet types 2.5 et 3 (appelées « Venturi Jamais Contente »), et en 2014 commence le championnat de Formule E FIA sur Spark SRT 01E ; organisé par la FIA, il utilise des monoplaces de Formule E dont la technologie évolue chaque année. Le Roborace, un nouveau championnat de voitures électriques, cette fois-ci sans conducteurs et également organisé par la FIA, voit le jour lors d'une première course organisée en Espagne sur le circuit de Monteblanco en 2009.

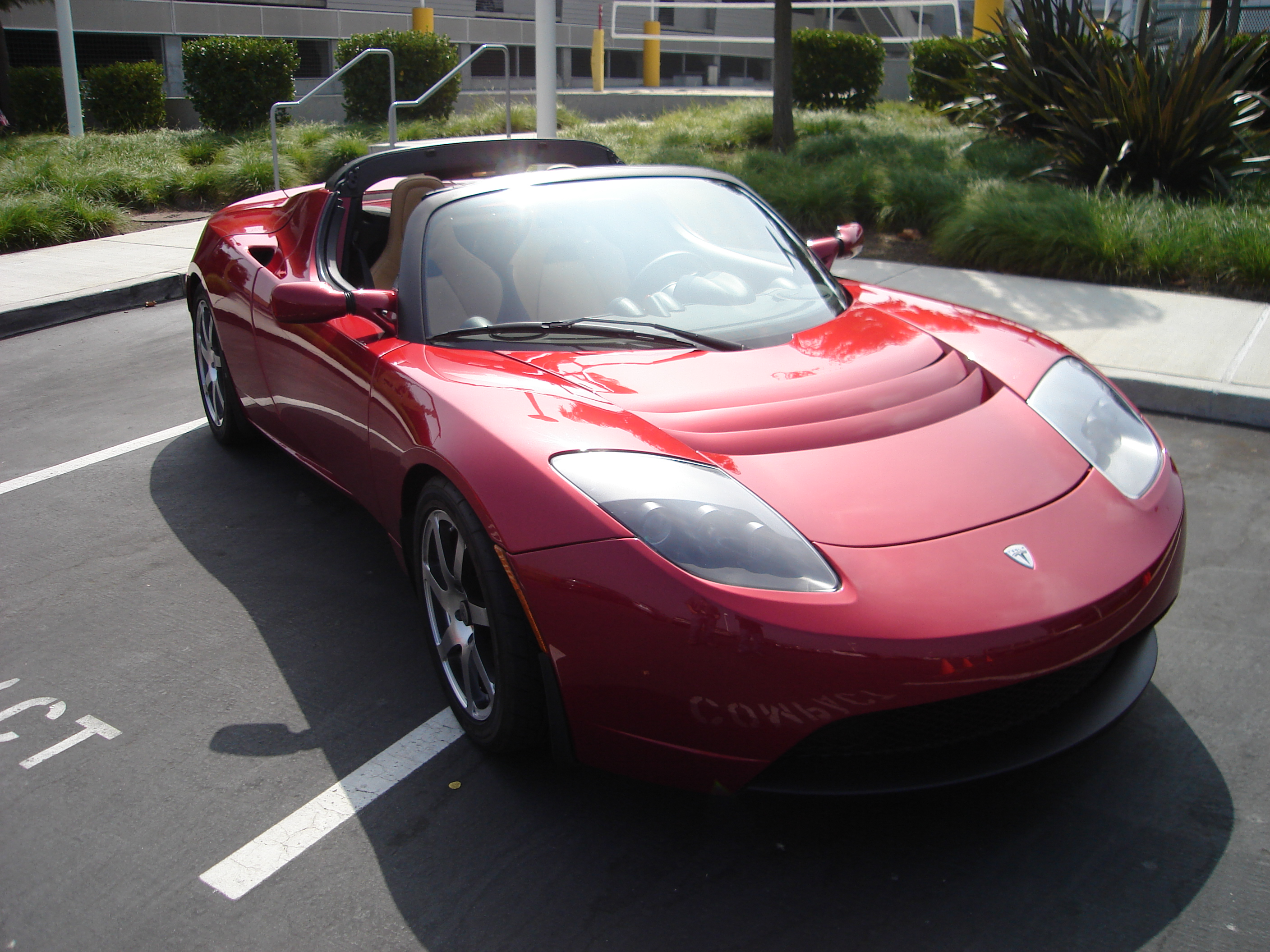
La Tesla Roadster.

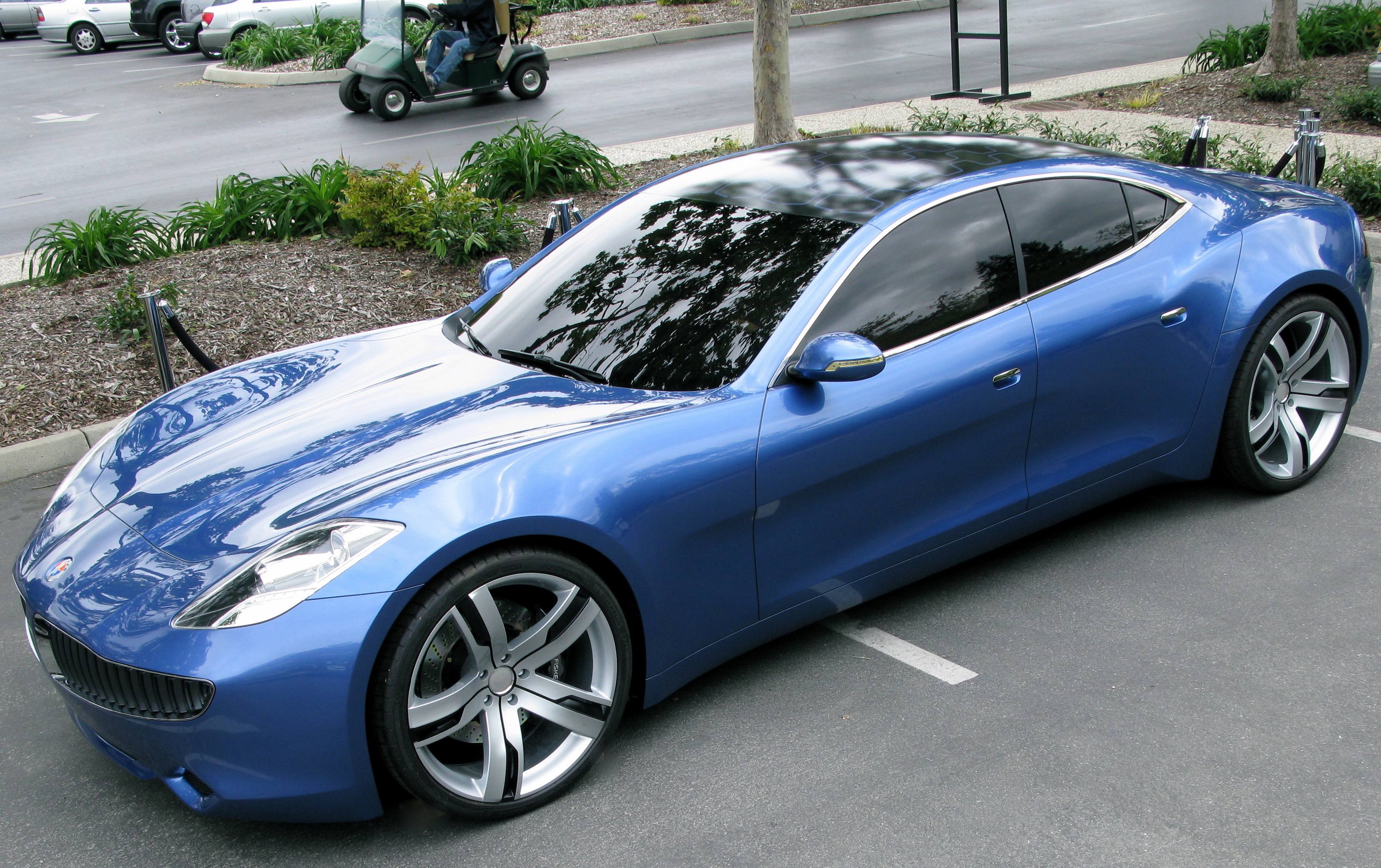
Fisker Karma.

L'entreprise californienne Tesla Motors produit de 2008 à 2012 une petite voiture de sport électrique, la Tesla Roadster, dont l'énergie provient uniquement d'une batterie au lithium. Avec son 0–100 km/h en moins de quatre secondes et sa vitesse de pointe à 212 km/h, elle rivalise avec des voitures trois fois plus chères tout en offrant 340 km d'autonomie, pour une recharge en quelques heures,. En 2009, la firme présente une berline familiale de luxe, le Model S, qui offre jusqu'à 480 km d'autonomie, une recharge en 45 minutes et une recharge complète en quatre heures, 0-100 km/h en 5,6 secondes et une vitesse maximale de 193 km/h,. Tesla vend 22 477 véhicules électriques en 2013, produit 51 095 véhicules en 2015 et 83 922 en 2016. Tesla a implanté son quartier général pour l'Europe à Amsterdam et opère des centres d'entretien dans toute l'Europe. Elle ouvre en 2016 dans le Nevada sa propre usine de fabrication de batteries, la Gigafactory 1, en partenariat avec Panasonic. En 2017, Tesla lance le Model 3.
La société indienne « Reva Electric Car Company » produit de 2001 à 2012 la REVA, une petite voiture électrique 2+2 places, d'une vitesse de pointe de 80 km/h et d'une autonomie nominale de 80 km. Vendue en Angleterre dès 2003 sous le nom de G-Wiz, la REVA est par la suite disponible dans différents pays européens. Deux modèles sont disponibles à partir de 2009 : la « REVAi », à batteries au plomb, et la « REVA L-ion » à batteries lithium-ion, dont l'autonomie nominale est de 120 km.
Lors du salon de Tokyo d'octobre-novembre 2007, Mitsubishi présente la i-MiEV sport (MiEV pour Mitsubishi Innovative Electric Vehicle) et Subaru son concept car G4e. Ces deux voitures tout-électrique ont une autonomie de 200 km.
Le premier camion tout-électrique pour les livraisons en ville, le Newton, est en service depuis 2007 en Angleterre et aux États-Unis. La circulation dans le centre de Londres étant soumise à péage, sauf pour les véhicules électriques, le constructeur Smith Electric Vehicles (en) (SEV) a conçu ce camion vers ce marché. Il a une autonomie de 160 km et une charge utile allant jusqu'à 7,28 tonnes pour le plus grand modèle.

### 2011-2020

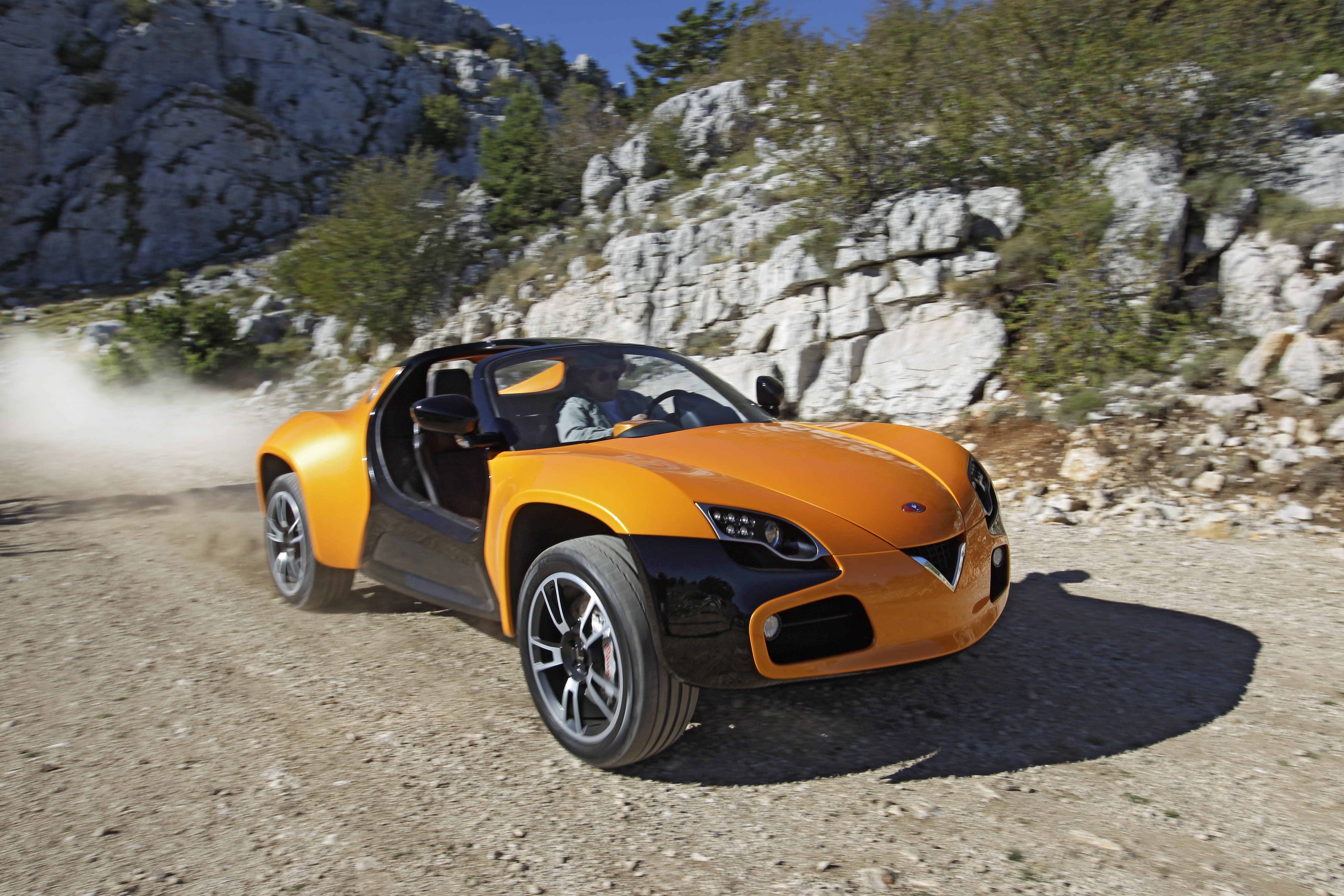
Venturi America, premier crossover 100 % électrique.

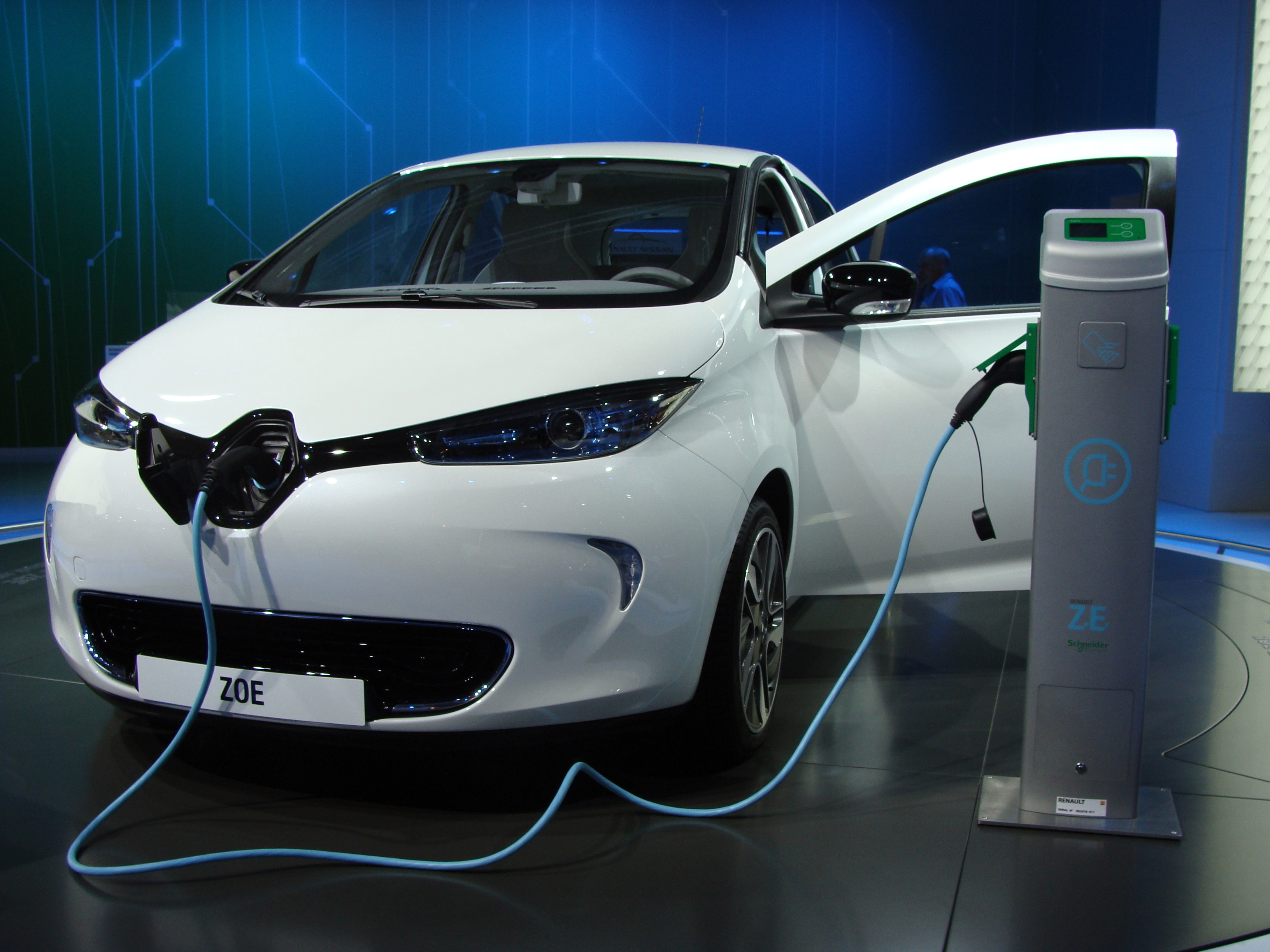
La Renault ZOE, voiture électrique la plus vendue en France en 2013.

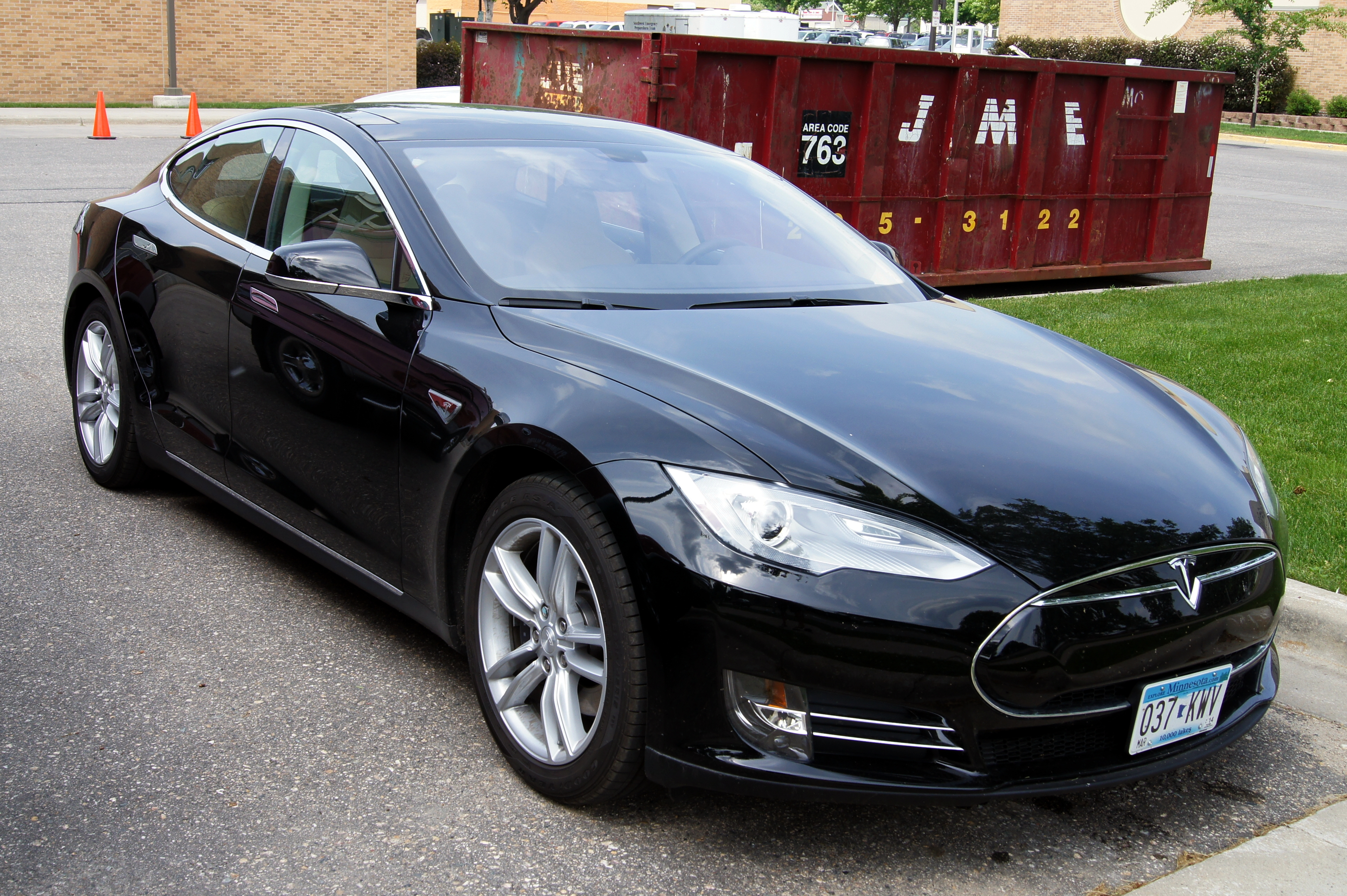
La Tesla Model S est une berline familiale ayant une autonomie d'environ 500 km (2013).

En 2010 et 2011, Toyota et EDF testent une nouvelle voiture hybride dérivée de la Prius, en vue d'une future commercialisation. L'expérimentation a lieu dans la ville de Strasbourg. Cette voiture essence hybride est rechargeable sur une prise électrique domestique, ce qui permet pour les petits trajets de rouler exclusivement à l'électricité, la propulsion essence étant dans ce cas réservée aux trajets plus longs,. Les premiers tests en utilisation normale débutent fin 2007, une flotte de cent Toyota Prius est louée à des entreprises et organismes publics pour l'usage personnel et professionnel des employés désirant participer à l'opération. Schneider Electric fournit 135 bornes de recharge, installées sur les sites des entreprises partenaires et au domicile des particuliers engagés ainsi qu'un système de gestion de l'énergie.
Fin 2010 deux offres de constructeurs établis sont disponibles, qui sont des véhicules conçus dès le départ en tant que voitures électriques. Le constructeur américain General Motors commercialise aux États-Unis depuis décembre 2010 un véhicule à moteur électrique et générateur d'appoint thermique, la Chevrolet Volt. Ce véhicule a ensuite été commercialisé en Europe sous le nom d'Opel Ampera début 2012. En parallèle, Nissan lance d'abord aux États-Unis, puis en Europe, sa LEAF, dont l'énergie est seulement stockée dans des batteries.
En 2011, en Norvège, la E14 a bénéficié d'une aide de l'Europe (Interreg, projet, dit « Green Highway ») pour l'équipement sur 400 km, entre Trondheim et Sundsvall, de stations service permettant le rechargement électrique (électricité renouvelable et « propre » uniquement, d'origine hydroélectrique essentiellement), biogaz, biodiesel et éthanol. La ville de Trondheim s'est équipée en véhicules « verts » qui pourront bénéficier de ce réseau.
En juillet 2017, le constructeur suédois Volvo annonce qu'il ne lancerait plus de voitures dotées de moteur 100 % thermique à compter de 2019 ; tous les futurs modèles de la marque adopteront des motorisations hybrides ou 100 % électriques. C'est la première fois qu'un constructeur traditionnel abandonne les moteurs à combustion, essence ou Diesel. Volvo Cars a pour objectif affiché de vendre un million de voitures électriques en 2025.
Volkswagen lance à l'automne 2017 son programme d’électrification « Roadmap E », qui vise à fabriquer jusqu’à trois millions de véhicules électriques par an et à commercialiser 80 nouveaux modèles au sein des différentes marques du groupe. En mars 2018, il promet une accélération à compter de 2019, où un nouveau véhicule électrique doit être lancé « pratiquement tous les mois ». Le nombre de sites sur lesquels il produit des véhicules électriques passera de trois en 2018 à seize en 2022.
En avril 2018, le président de l’Alliance Renault-Nissan-Mitsubishi, Carlos Ghosn, déclare que la problématique d’autonomie est désormais réglée pour une grande partie des utilisateurs et que le principal frein est désormais le prix ; il note : « Quand vous regardez les voitures électriques chinoises qui se vendent, ce sont des voitures très, très abordables ». Nissan a donc présenté la Sylphy électrique adaptée au marché chinois, Dacia réfléchit à la commercialisation de modèles électriques et Renault à une Twingo électrique.
Mary Barra, directrice générale de General Motors, s'engage en faveur de la mobilité électrique dans un article publié en mai 2018 : « Le changement climatique est réel. Nous reconnaissons que le secteur des transports y contribue pour une part importante et que nous devons faire partie de la solution ». Elle s'engage à réduire les émissions polluantes et à investir dans un avenir entièrement électrique. « Nous nous attendons à ce qu’au fil du temps, le prix des voitures électriques soit compétitif par rapport à celui des véhicules à combustion interne. D’ici là, nous [soutiendrons] et appuierons toutes les mesures de soutien qui convaincront davantage de consommateurs à opter pour les voitures électriques ». Elle promet que General Motors sera, au plus tard en 2021, le premier constructeur de voitures électriques à gagner de l’argent ; dès 2023, au moins 20 modèles de véhicules à batterie ou à hydrogène seront proposés dans le catalogue, et GM prévoit de vendre un million de voitures électriques par an dès 2026.
En 2019, les grands constructeurs automobiles japonais annoncent tous de petits véhicules électriques susceptibles de casser la barrière de prix qui freine le développement de ce segment : nouvelle Honda e, Nissan IMk, petit modèle Toyota ultra-compact électrique à deux places destiné aux conducteurs débutants, aux personnes âgées et aux ruraux.
En février 2020, Citroën présente l'AMI, « solution de mobilité urbaine » de deux places destinée aux centres-villes, véhicule sans permis d'une autonomie de 70 kilomètres à petit prix : 6 900 € hors bonus écologique de 900 €.
En décembre 2020, Honda annonce que les motorisations 100 % thermiques disparaîtront entièrement de son catalogue à partir de 2022 en Europe.

### Depuis 2021
En décembre 2021, Peugeot annonce son intention de cesser tout lancement de modèles à moteurs thermiques dès 2030 en Europe : « en 2030 en Europe, tous nos modèles seront électriques »,.
Mercedes-Benz, Volkswagen et Toyota annoncent chacun développer leurs propres systèmes d'exploitation pour véhicules électriques, prévus pour être prêts vers 2024-2025,,.
Le 13 février 2023, le nouveau PDG de Toyota, Koji Sato, déclare que son groupe est pleinement engagé dans la transition vers la voiture électrique. Il prévoit de produire 3,5 millions de véhicules électriques en 2030, soit environ un tiers de l'ensemble de sa production annuelle. Il promet un afflux de modèles 100 % électriques en 2026, va électrifier son offre par le haut en convertissant d'abord sa marque premium Lexus, et sélectionner les marchés où la demande pour des véhicules 100 % électriques sera la plus forte du fait des attentes des consommateurs ou des contraintes légales.